# Baix sòrab
El baix sòrab (dolnoserbski) és un dels dos dialectes principals del sòrab, concretament el que utilitzen uns 15.000 parlants, a l'entorn de la ciutat de Cottbus, a Brandenburg. En aquesta zona la senyalització és bilingüe i hi ha un institut d'ensenyament secundari en sòrab.

## Fonologia
La fonologia de baix sòrab s'ha vist molt influenciada per contacte amb l'alemany, sobretot a Cottbus i pobles més grans. Per exemple, la pronunciació influenciada per l'alemany tendeix a tenir una uvular fricativa [ʁ] en lloc de la vibrant alveolar [r], i una "clara" [l] que no és especialment palatalitzada en lloc de [lʲ]. A les aldees i zones rurals la influència alemanya és menys marcada, i la pronunciació és més "típicament eslava".

### Consonants
Els fonemes consonants en baix sòrab són
|                    | Bilabial  | Labiodental | Dental | Alveolar | Alveolo-palatal | Postalveolar | Palatal | Velar     | Glotal |
| ------------------ | --------- | ----------- | ------ | -------- | --------------- | ------------ | ------- | --------- | ------ |
| Oclusiva           | p b pʲ bʲ |             | t d    |          |                 |              |         | k ɡ kʲ ɡʲ |        |
| Africada           |           |             |        | ts       | tɕ dʑ           | tʃ dʒ        |         |           |        |
| Nasal              | m mʲ      |             | n      |          | nʲ              |              |         |           |        |
| Fricativa          |           | f v fʲ vʲ   |        | s z      | ɕ ʑ             | ʃ ʒ          |         | x         | h      |
| Aproximant         |           |             |        | r rʲ     |                 |              | j       |           |        |
| Lateral aproximant |           |             |        |          | lʲ              |              |         |           |        |

El baix sòrab té l'ensordiment final i fonació assimilativa regressiva:
- /dub/ "roure" es pronuncia [dup]
- /susedka/ "veïna" es pronuncia [susetka]
- /litsba/ "nombre" es pronuncia [lidzba]

La fricativa postalveolar /ʃ/ és assimilada a [ɕ] abans de /tɕ/:
- /ʃtɕit/ "protecció" es pronuncia [ɕtɕit]

### Vocals
Els fonemes vocals són:
| Monoftongs | Anterior | Central | Posterior |
| ---------- | -------- | ------- | --------- |
| Tancada    | i        | ɨ       | u         |
| Semioberta | ɛ        |         | ɔ         |
| Oberta     | a        | a       | a         |

| Diftongs | Centrat | Acabat en /j/ | Acabat en /w/ |
| -------- | ------- | ------------- | ------------- |
| Tancant  | iɪ      | ij ɨj uj      | iw ɨw uw      |
| Centrant |         | ej ɔj         | ɛw ow         |
| Obrint   |         | aj            | aw            |

### Accent prosòdic
L'accent prosòdic en baix sòrab normalment cau en la primera síl·laba de la paraula
- Łužyca /ˈvuʒɨtsa/ "Lusàcia"
- pśijaśel /ˈpɕijaɕɛlʲ/ "amic"
- Chóśebuz /ˈxɨɕɛbus/ "Cottbus"

En manlleus, l'accent pot caure en qualsevol de les tres últimes síl·labes:
- internat /intɛrˈnat/ "internat"
- kontrola /kɔnˈtrɔlʲa/ "control"
- september /sɛpˈtɛmbɛr/ "Setembre"
- policija /pɔˈlʲitsija/ "policia"
- organizacija /ɔrɡanʲiˈzatsija/ "organització"

## Ortografia
L'alfabet sòrab es basa en l'alfabet llatí, però utilitza signes diacrítics com l'accent agut i l'anticircumflex. L'estàndard de codificació de caràcters per a l'alfabet baix sòrab és ISO 8859-2 (Llatí-2).
| a | b | c | č | ć | d | e | ě | f | g | h | ch | i | j | k | ł | l | m | n | ń | o | p | r | ŕ | s | š | ś | t | u | w | y | z | ž | ź |
| A | B | C | Č | - | D | E | - | F | G | H | Ch | I | J | K | Ł | L | M | N | - | O | P | R | - | S | Š | Ś | T | U | W | Y | Z | Ž | Ź |

## Situació actual

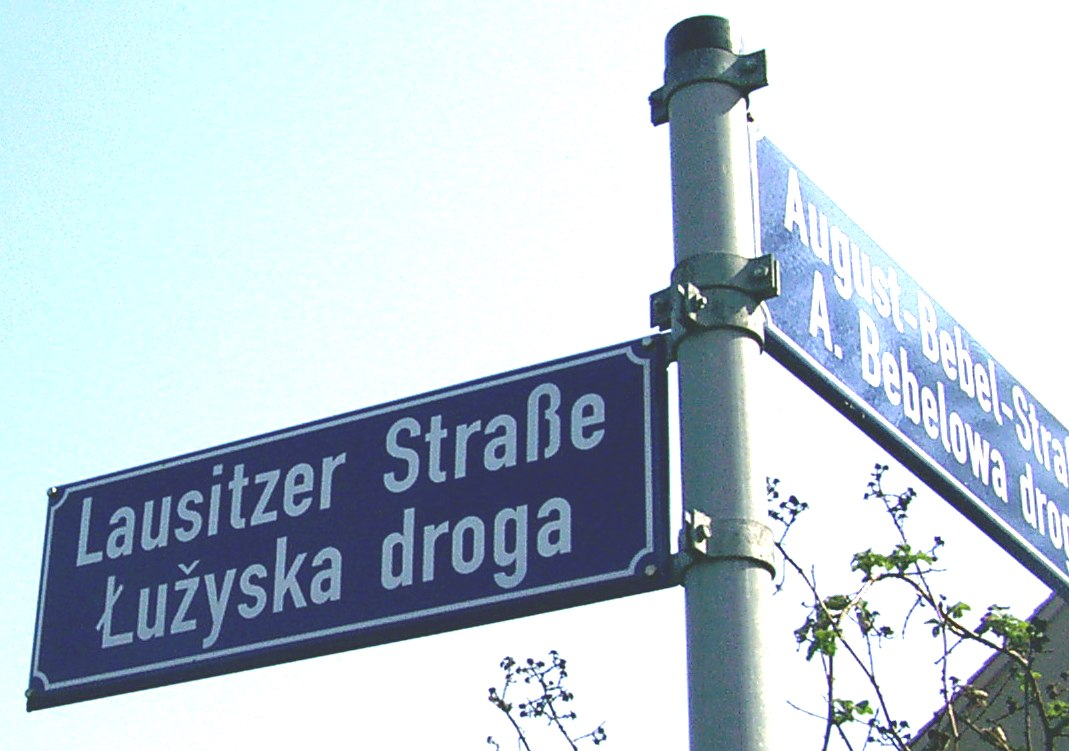
Senyalització bilingüe a Cottbus

Des del 16 de setembre de 1998, quan Alemanya va ratificar la Carta Europea de les Llengües Regionals o Minoritàries, la varietat baix sòrab és reconeguda com a llengua literària. Estudis realitzats a la Baixa Lusàcia entre 1993 i 1995 a diversos pobles per a veure quants parlants hi quedaven van donar com a resultat:
- Dissen/Dešno: 28,9% parlants
- Fehrow/Prjawoz: 25,7% parlants
- Neuendorf/Nowa Wjas,: 23,5% parlants
- Müschen/Myšyn: 21,4% parlants
- Preilack/Pśiłuk: 20,3% parlants
- Guhrow/Gory: 19,4% parlants
- Jänschwalde/Janšojce: 18,9% parlants
- Babow/Bobow: 16,6% parlants
- Tauer/Turjej: 16,3% parlants
- Drehnow/Drjenow: 16,0% parlants
- Döbbrick/Depsk, actualment part de Cottbus: 15,4% parlants
- Merzdorf/Žylowk, actualment part de Cottbus: 5,7% parlants

Segons el cens lingüístic d'1 de desembre de 1900 al cercle de Cottbus (Província de Brandenburg) el 55,8% de la població parlava sòrab. Avui dia només el parlen entre 7.000 i 10.000 persones, sobretot de les generacions més grans.
| Landkreis | Calau | Cottbus | Guben | Luckau | Lübben | Sorau | Spremberg |
| --------- | ----- | ------- | ----- | ------ | ------ | ----- | --------- |
| 1843      | 30,8  | 71,1    | 1,1   | 0,05   | 3,6    | 5,4   | 64        |
| 1900      | 3,5   | 56      | 1,2   | 0      | 0,2    | 0,1   | 4         |

## Educació
Antigament l'educació en sòrab es limitava a l'educació religiosa com a mitjà per a preparar l'ensenyament en alemany. Durant el Tercer Reich el baix sòrab estava prohibit en tots els àmbits de la vida, ja sigui al carrer, a les escoles o a les fires. Des de 1945, l'estatut del baix sòrab, tot i que reconegut a la constitució de la República Democràtica Alemanya, encara es considerava com a molt ambigu, ja que el preveien com una cosa amb vida artificial. Des de l'any 1952, però, la situació canvià i la legislació té com a prioritat garantir-ne l'educació. Així, l'estat va construir escoles on es feia l'ensenyament en baix sòrab. Durant el curs escolar 1954/55 existien 22 escoles de Tipus B, i es considerava transformar les escoles de Döbbrick, Dissen i Drachhausen en tipus A. El 1952 també es va fundar l'escola Marjana Domaškojc. Les escoles en baix sòrab es van distribuir de la següent manera:
- Cercle de Cottbus = 19 escoles (+ 1 superior)
- Cercle de Calau = 1 escola
- Cercle de Forst = 1
- Cercle de Guben = 1

Tot i la baixa taxa de natalitat actual, el nombre d'estudiants que participen en el sistema educatiu en sòrab a Brandenburg és alt. Amb el nou projecte Witaj, que es va introduir a Cottbus per primera vegada el 1998, és possible fer immersió lingüística en baix sòrab als nens de llar d'infants, opció que en l'actualitat es practica en 30 escoles.

### Diccionaris

#### Alemany–Baix Sòrab
- (alemany)(baix sòrab) a dolnoserbski.de Arxivat 2012-01-19 a Wayback Machine.
- (alemany)(baix sòrab) a Korpus GENIE

#### Baix Sòrab-Alemany
- (alemany)(baix sòrab) Lexikalische Übungen Arxivat 2012-02-25 a Wayback Machine.